# Giải đua ô tô Công thức 1 Miami
Giải đua ô tô Công thức 1 Miami là một chặng đua Công thức 1 được tổ chức tại Miami, Florida, Hoa Kỳ và diễn ra từ Giải đua xe Công thức 1 2022 tại Trường đua quốc tế Miami theo hợp đồng 10 năm.

## Lịch sử
Vào năm 2018, đề xuất tổ chức chặng đua Công thức 1 ở Miami đã được đệ trình lên thành phố Miami, với năm 2019 được đề xuất là ngày đầu tiên tổ chức chặng đua và địa điểm của nó xung quanh Port Miami. Sau khi có những rắc rối phát sinh do kế hoạch xây dựng và phát triển của Port Miami, một đề xuất đã được đệ trình cho cuộc đua năm 2021 tại Sân vận động Hard Rock. Sau đó, đường đua đã di chuyển các địa điểm từ khu vực trung tâm thành phố đến khu vực gần sân vận động Hard Rock và các bãi đậu xe gần đó. Chặng đua đã không lọt vào lịch năm 2021, thế nhưng chặng đua chứng kiến sự ra mắt của một vòng đua đường phố ở Jeddah cho Giải đua ô tô Công thức 1 Ả Rập Xê Út khai mạc và đã được công bố vào tháng 4 năm 2021 cho lịch năm 2022. 
Sự kiện này là một phần của Giải đua xe Công thức 1 2022, với cuộc đua diễn ra tại Trường đua Quốc tế Miami theo hợp đồng 10 năm.
Giải đua ô tô Công thức 1 Miami lần đầu tiên diễn ra vào ngày 8 tháng 5 năm 2022 và tay đua giành chiến thắng là Max Verstappen của Red Bull Racing.
Trong chặng đua năm 2023, Max Verstappen của Red Bull Racing lại là tay đua chiến thắng sau khi xuất phát từ vị trí thứ 9.
Lando Norris của McLaren giành chiến thắng đầu tiên của mình trong chặng đua năm 2024.

## Trường đua
Trường đua quốc tế Miami được thiết kế bởi nhà thiết kế trường đua Công thức 1 Apex Circuit Design và được xây dựng nhằm mục đích phục vụ sự kiện với một số thiết kế đường đua tiềm năng được đề xuất và thử nghiệm. Stephen M. Ross, chủ sở hữu của sân vận động Hard Rock, đã cố gắng tổ chức Giải đua ô tô Công thức 1 Miami trong vài năm trước khi thành công. Cách bố trí vòng đua được thiết kế theo cách mà cư dân địa phương sẽ không bị gián đoạn bởi các chặng đua. Đường đua là một đường đua cố định với cơ sở hạ tầng tạm thời, chẳng hạn như rào chắn và hàng rào sẽ bị dỡ bỏ khi chặng đua không diễn ra. Kể từ tháng 4 năm 2022, trước khi ra mắt vào tháng 5 năm 2022, trường đua được báo cáo là đã hoàn thành 95%.

## Kết quả theo năm
Tất cả các chặng đua được diễn ra tại Trường đua Quốc tế Miami.
| Mùa giải | Tay đua        | Đội đua                    | Chi tiết |
| -------- | -------------- | -------------------------- | -------- |
| 2022     | Max Verstappen | Red Bull Racing-RBPT       | Chi tiết |
| 2023     | Max Verstappen | Red Bull Racing-Honda RBPT | Chi tiết |
| 2024     | Lando Norris   | McLaren-Mercedes           | Chi tiết |